# Centre d'études féminines et d'études de genre
Le Centre d'études féminines est un laboratoire de recherche fondé par Hélène Cixous en 1974, au sein du département d'études anglo-américaines du Centre universitaire expérimental de Vincennes. 
Entendant faire émerger un nouvel objet d'études relevant l'apport du féminisme, le Centre d'études féminines était pluridisciplinaire et a joué un rôle historique important dans l'évolution des sciences humaines. 
Il est devenu le Centre d'études féminines et d'études de genre de l'Université Paris VIII, en intégrant dans son intitulé les acquis du mouvement anglo-saxon des « études de genre », dont il a été l'un des précurseurs. 
Depuis 2015, l’appellation CEFEG désigne : 
- le département d’études de genre qui gère le master en études de genre de Paris 8 ;
- les universitaires et chercheurs CNRS du LEGS (UMR 8238) qui sont rattachés statutairement à l’Université Paris 8 ;
- l'ensemble des enseignants-chercheurs participant à l’encadrement et à l’enseignement en études de genre dispensé à l'université et revendiquant leur appartenance à cette communauté de recherche.

## Diplômes délivrés
- Master « Genre(s), pensées de la différence, rapports de sexe »
- Doctorat en Études féminines.